# 苏振寿
苏振寿（1890年—1971年），福建龙岩人，中华人民共和国政治人物。
担任龙岩县侨联主席，福建省华侨投资公司募股委员。1954年，当选第一届全国人民代表大会代表。